# Фрідріх Альтемаєр
Не плутати з підводником Фрідріхом Альтмаєром!
Фрідріх Альтемаєр (нім. Friedrich Altemeier; 14 червня 1886, Бад-Енгаузен — 18 вересня 1968) — німецький льотчик-ас, виконувач обов'язків офіцера Імперської армії, майор люфтваффе. Кавалер золотого хреста «За військові заслуги».

## Біографія
В 1906-1908 роках проходив навчання на військових курсах. В передвоєнні роки працював у фірмі Friedrich Krupp AG. Учасник Першої світової війни. В січні 1915 року, під час служби у кулеметній роті 57-го піхотного полку, був поранений. 11 серпня 1915 року перевівся в авіацію. Після проходження підготовки Альтемаєр 21 липня 1916 року був направлений у 67-й льотний дивізіон. 25 жовтня 1916 року потрапив в 14-ту винищувальну ескадрилью. Восени 1917 року знову поранений. 22 березня 1918 року приніс своїй ескадрильї 50-ту перемогу. 25 липня 1918 року знову поранений. Всього за час бойових дій здобув 21 перемогу, ще 2 залишились непідтвердженими.
Під час Другої світової війни був призваний в люфтваффе льотчиком, остання посада — навчальний керівник льотного училища. В останні роки працював у льотній школі в аеропорту Ессен/Мюльгайм, навчаючи нові покоління льотчиків льотної майстерності.

## Спадок
В есенському архіві повітроплавання зберігаються оригінали листів, адресованих Фрідріху Альтемаєру, один з них датований 29 липня 1929 року і підписаний Густавом Круппом: серед лотчиків-учнів Альтемаєра були сини Круппа Альфрід і Клаус. Там зберігається характеристика, видана 1935 року Альтемаєру керівництвом фабрики Круппа, де він працював майстром. В архіві також є лист, датований 12 липня 1966 року, в якому Альфрід Крупп вітає Фрідріха Альтемаєра з днем народження.

## Звання
- Віцефельдфебель (13 лютого 1917)
- Виконувач обов'язків офіцера (10 грудня 1917).

## Нагороди
- Залізний хрест
  - 2-го класу
  - 1-го класу (30 травня 1917)
- Срібна медаль Фрідріха-Августа (4 березня 1918)
- Золотий хрест «За військові заслуги» (11 квітня 1918)
- Нагрудний знак «За поранення» в сріблі
- Почесний хрест ветерана війни з мечами